# Philodicus londti
Philodicus londti là một loài ruồi trong họ Asilidae. Philodicus londti được Joseph & Parui miêu tả năm 1997. Loài này phân bố ở miền Ấn Độ - Mã Lai.